# Кабаксола
Кабаксо́ла (рос. Кабаксола, марій. Кабаксола) — присілок у складі Моркинського району Марій Ел, Росія. Входить до складу Себеусадського сільського поселення.
В присілку народився Герой Соціалістичної Праці Євдокимов Віктор Федорович (1942).

## Населення
Населення — 25 осіб (2010; 29 у 2002).
Національний склад (станом на 2002 рік):
- лучні марійці — 100 %